# Mari (Sirija)
Mari (klinopis 𒈠𒌷𒆠, ma-riki) je drevni semitski grad-država u današnjoj Siriji,na mjestu današnjeg Tell Haririja (Tall al – Haririja) s desne obale Eufrata, u sredini njegova toka; 240 km uzvodno od Babilona, 11 kilometara sjeverozapadno od Abu Kamala i oko 120 kilometara jugoistočno od Deir ez-Zora. Grad je izgrađen prema planu usred trgovačkih putova duž Eufrata. Bio je posrednik između Sumera na jugu i Eblaitskog kraljevstva i Levanta na zapadu.
Mari je sredinom 26. stoljeća pr. Kr. napušten i ubrzo obnovljen i prije 2500. pr. Kr. postao glavni grad hegemonske istočno-semitske države. On je postao upleten u dugom ratu sa svojim rivalom Eblom. Bio je poznat po snažnoj naklonosti sumerskoj kulturi. U 23. stoljeću pr. n. Ne. Mari su uništili Akađani, koji su dopustili obnovu grada i imenovali vojnog guvernera s titulom shakkanakku (vojni guverner). Nakon sloma Akadskog carstva, guverneri su se osamostalili i od grada napravili regionalno središte doline Srednjeg Eufrata. Shakkanakku je vladao u Mariji do druge polovice 19. stoljeća pr. Kr., kad se dinastija srušila iz nepoznatih razloga. Ubrzo nakon njihove smrti, Mari je postala glavni grad amoritske dinastije Lim. Amoritski Mari bio je kratkotrajan jer ga je oko 1761. pr. Kr. okupirala Babilonija. Kao mali grad preživio je vlast Babilonaca i Asiraca, a bio je napušten i zaboravljen tijekom helenističkog razdoblja.
Marijci su štovali semitska i sumerska božanstva. U razdoblju prije Amorita osjećao se snažan sumerski kulturni utjecaj. Mari nije bio grad sumerskih doseljenika, već grad stanovnika sumerskog govornog područja koji su govorili dijalektom sličan eblanskom. Amoriti su bili zapadni Semiti koji su se ondje počeli naseljavati prije 21. stoljeća pr. Kr. Do dolaska dinastije Lim oko 1830. pr. Kr. postali su dominantno stanovništvo u Plodnom polumjesecu.

## Ime
Ime Mari, napisano u klinastom obliku kao 𒈠𒌷𒆠 (ma-riki), dolazi od imena boga Mer, drevnog sjevernog mezopotamskog i sirijskog boga oluje i sveca zaštitnika grada. Oba su imena u početku napisana isto.

## Povijest Marija
Mari je bio naseljen već u 5. tisućljeću pr. Kr., a propao je iza uništenja 1759. pr. Kr. Povijest Marija dijeli se na pet razdoblja. Prvo je trajalo od naseljenja stanovnika iz Eble i Akada na tom mjestu do rasta i razvijanja Marija iz trgovačke postaje u grad. Zahvaljujući položaju između južne Mezopotamije i sjeverne Sirije kroz grad su prolazili mnogi trgovci građevinskim materijalom, datuljama, maslinama, žitom, porculanom itd. 2900. pr. Kr. počinje zlatno doba Marija, a s njim Mari zbog sve većeg utjecaja u prostoru dobiva i neprijatelje koji su ga razorili 2350. pr. Kr. Ne može se pouzdano utvrditi jesu li to napravili trgovački suparnici iz grada Eble ili Sargon Akadski. Time započinje treće razdoblje u povijesti toga grada. On pomalo gubi svoj utjecaj i stanovništvo koje će polako vratiti ulaskom u 2. tis. pr. Kr. Dolaskom amorićanske dinastije oko 2000 pr. Kr. Mari postaje središte moćnog kraljevstva. Iz toga doba potječu kraljevska palača i državni arhivi u kojima su pronađene glinene pločice. To se doba naziva drugim zlatnim dobom. 
Drugi su vladari nalazili interes ući u savez ili vazalstvo s Marijem, poput Qarni-Lima, vladara Andariga.
Zlatno doba Marija završava 1759. pr. Kr. kada je Hamurabi razorio grad zbog sukoba s prijašnjim saveznikom Zimri-Limom. Tada je počelo posljednje razdoblje povijesti Marija kada su ga povremeno naseljavali Asirci i Babilonci, a dolaskom Grka pretvorio se u selo koje je ubrzo potpuno nestalo.

## Kultura i religija
Na Prvo i Drugo kraljevstvo snažno je utjecao Sumer. Društvom je upravljala gradska oligarhija. Građani su bili poznati po svojim sofisticiranim pokrivačima za glavu i odjeću. Kalendar se temeljio na solarnoj godini podijeljenoj na dvanaest mjeseci. Isti se kalendar koristio i u Ebli i zvao se "stari Eblaitski kalendar". Napisan je na sumerskom, a umjetnička djela i arhitektura nisu se razlikovala od sumerskih.
Mezopotamski utjecaj na marijsku kulturu nastavio se i u doba Amorita, što dokazuje babilonski stil pisanja koji se koristio u gradu. Sumerski utjecaj sigurno je bio manji nego u prethodnim razdobljima. U Mariji je počeo prevladavati sirijski stil, o čemu svjedoče pečati vladara koji su nesumnjivo bili sirijskog podrijetla. 
Društvo je bilo podijeljeno na plemena, sastavljena uglavnom od poljoprivrednika i nomada (Hanejci). Za razliku od Mezopotamije, hram je igrao manju ulogu u svakodnevnom životu jer je većina moći bila okupljena u kraljevskoj palači. Žene su bile relativno jednake muškarcima. Na primjer, kraljica Šibtu vladala je u ime svog supruga kad je on bio odsutan i imala je velike ovlasti i ovlasti nad najvišim dužnosnicima svog supruga.
Marijski Panteon obuhvaćao je sumerska i semitska božanstva. Većinu povijesti Dagon bio je glavno božanstvo panteona, dok je zaštitnik grada bio bog Mer. Semitska božanstva uključivala su božicu plodnosti Ištar, Atar i boga sunca Šamaša, koji je bio jedno od najvažnijih božanstava grada. Sumerska božanstva su Ninhursaga, Dumuzi, Enki, Anu i Enlil. Proročanstvo je igralo važnu ulogu. Stoga su hramovi imali i proroke koji su savjetovali kralja i sudjelovali u vjerskim proslavama.

## Gospodarstvo
U prvom Mariju otkriven je najstariji lončarski kotač u Siriji. Grad je bio središte metalurgije bronce, također poznat po ljevaonicama, bojanju i keramici. Ugljen se dobivao iz provincija uz Eufrat i Habur.
Gospodarstvo Drugog kraljevstva temeljilo se na poljoprivredi i trgovini. Bila je centralizirana i pod nadzorom lokalnih organizacija. Žito se čuvalo u komunalnim žitnicama i distribuiralo prema socijalnom statusu. Zajednica je također kontrolirala stada stoke i sitnih preživača. Nekoliko je ljudi bilo izravno povezano s palačom, a ne s lokalnim organizacijama. Uključili su proizvođače metala i tekstila te vojne dužnosnike. Važan partner i konkurent u isto vrijeme bila je Ebla. Mari je postao važno trgovačko središte zbog kontrole cestovne veze između Levanta i Mezopotamije.
Amoritski Mari zadržali su starije aspekte gospodarstva, koje se još uvijek uglavnom temeljilo na navodnjavanoj poljoprivredi u dolini Eufrata. Grad je zadržao svoju komercijalnu ulogu i bio je središte trgovaca iz Babilonije i drugih kraljevstava. Roba s istoka i zapada dobivala se duž Eufrata i izvozila na sjever, sjeverozapad i zapad. Glavna roba bila je bakar i kositar, uvezeni s Iranske visoravni, a potom izvoženi na zapad na Kretu. Među ostalim proizvodima bilo je drago kamenje iz modernog Afganistana, bakar s Cipra, srebro iz Anadolije, drvo iz Libanona, zlato iz Egipta, maslinovo ulje, vino i tekstil.

## Otkriće nalazišta
Taj arheološki lokalitet otkriven je slučajno 1933. godine dok je jedno beduinsko pleme, tražeći u zemlji kamen za grob, pronašlo statuu bez glave. O tome su obaviještene francuske vlasti koje su već iste godine poslale arheologe iz Louvrea da počnu s iskapanjima. Iskapanja na tom lokalitetu traju od tada do danas, a jedino su bila prekinuta 1939. – 1951. zbog 2. svjetskog rata. Istraženo je oko polovice zemljišta nalazišta površine 1000 x 600 metara. Pronađeni su mnogi predmeti i građevine koji otkrivaju povijest Marija, ali i povijest toga dijela svijeta.

## Arheološki nalazi
Uzrok velikom broju nalaza trgovački je put na kojem se grad nalazio, a spajao je Siriju s Mezopotamijom, Karkemišom i Anatolijom. Od građevina je pronađeno nekoliko hramova sumerskih bogova (Dagana – boga oluja, Ištare – božice plodnosti, Šamaša – boga sunca i Ninhursaga), arhivi i palača kralja Zimri-Lima s oko 300 soba. U građevinama su među ostalima, pronađeni različiti predmeti od figuralne plastike i terakote, zidne slike i oko 25 000 glinenih pločica. Na njima su tekstovi napisani klinastim pismom na akadskom jeziku, a otkrivaju nam podatke o kraljevstvu i kraljevima Marija, o 500 naziva mjesta, imena ljudi i povijesne podatke o Bliskom istoku. Zbog tih nalaza koji svjedoče da je Mari bio moćan grad, naziva ga se najzapadnijim ogrankom sumerske kulture.